# 圣佩 (卡尔瓦多斯省)
圣佩（法語：Saint-Pair）是法国卡尔瓦多斯省的一个市镇，属于卡昂区（Caen）特罗阿尔恩县（Troarn）。该市镇总面积3.28平方公里，2009年时的人口为219人。

## 人口
圣佩人口变化图示
| 数据来源：INSEE |